# Абдулла Аль-Рашиді
Абдулла Аль-Рашиді (араб. عبدالله الرشيدي; нар. 21 серпня 1963, Ель-Кувейт, Кувейт) — кувейтський стрілець, бронзовий призер Олімпійських ігор 2016 та 2020 року.

## Виступи на Олімпіадах
| Олімпіада           | Дисципліна | Місце |
| ------------------- | ---------- | ----- |
| Атланта 1996        | скит       | 42    |
| Сідней 2000         | скит       | 14    |
| Афіни 2004          | скит       | 8     |
| Пекін 2008          | скит       | 7     |
| Лондон 2012         | скит       | 21    |
| Ріо-де-Жанейро 2016 | скит       | 3     |
| Токіо 2020          | скит       | 3     |